# Themone poecila
Themone poecila is een vlindersoort uit de familie van de prachtvlinders (Riodinidae), onderfamilie Riodininae.
Themone poecila werd in 1868 beschreven door H. Bates.